# Calocaris macandreae
Espèce
Calocaris macandreae est une espèce de crustacés décapodes de la famille des Calocarididae. C'est une espèce fouisseuse, qui mesure environ 40 mm de long, et que l'on rencontre principalement dans les eaux européennes de l'Islande et la Norvège jusque dans la Méditerranée, mais également en Amérique du Nord, dans le golfe Persique, l'océan indien et le Pacifique.

## Étymologie
Son nom spécifique, macandreae, lui a été donné en l'honneur de Robert MacAndrew (en) qui a capturé le premier spécimen étudié et qui a contribué à la connaissance de la faune britannique marine.

## Publication originale
- Bell, 1853 : A history of the British Stalk-eyed Crustacea. pp. 1-468 (texte intégral) (en).